# Asplenium shawii
Asplenium shawii är en svartbräkenväxtart som beskrevs av Edwin Bingham Copeland. Asplenium shawii ingår i släktet Asplenium och familjen Aspleniaceae. Inga underarter finns listade.